# Oberverwaltungsgericht Rheinland-Pfalz

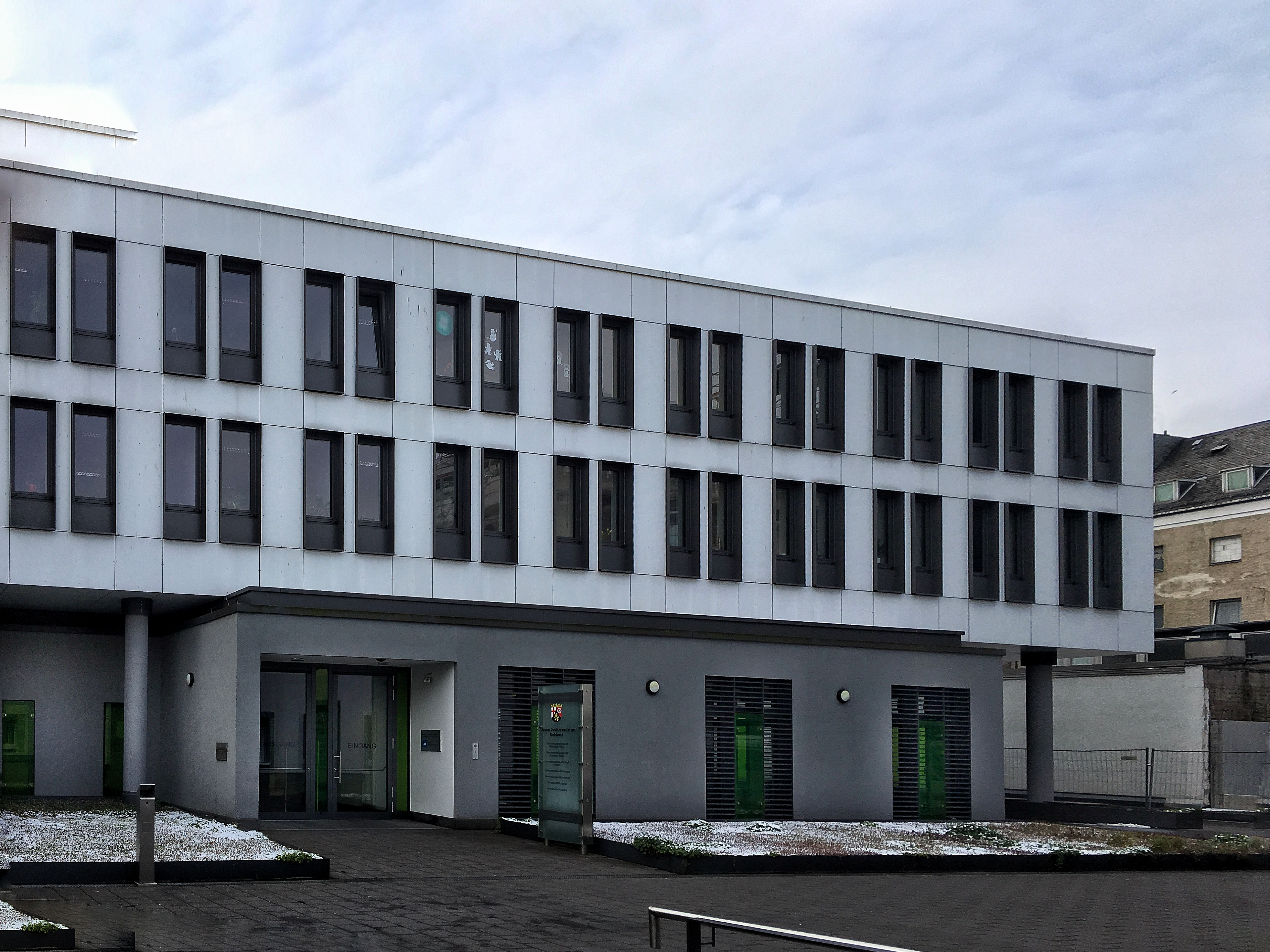
Neues Justizzentrum Koblenz

Das Oberverwaltungsgericht Rheinland-Pfalz ist das Oberverwaltungsgericht (OVG) des Landes Rheinland-Pfalz und bildet die Spitze der Verwaltungsgerichtsbarkeit des Landes. Es tagt im Neuen Justizzentrum Koblenz.
Von 1946 bis 1954 hieß es Landesverwaltungsgericht.

## Gerichtssitz und -bezirk
Das Oberverwaltungsgericht Rheinland-Pfalz hat seinen Sitz in Koblenz. Gerichtsbezirk ist das gesamte Gebiet von Rheinland-Pfalz.

## Aufbau des Gerichtes
Gemäß Geschäftsverteilungsplan hat das Oberverwaltungsgericht Rheinland-Pfalz derzeit (Stand Juli 2023) dreizehn Senate sowie einen Großen Senat. Für allgemeine Verwaltungsstreitigkeiten verantwortlich sind der 1., 2., 6., 7., 8., 10. und der 13. Senat, bei den übrigen Senaten handelt es sich um Senate für Sachen nach dem Landesdisziplinargesetz, nach dem Personalvertretungsgesetz Bund (BPersVG), nach dem Personalvertretungsgesetz für Rheinland-Pfalz, nach dem Bundesdisziplinargesetz und für Entscheidungen über die Vorlage- und Auskunftspflicht der Behörden nach § 99 Abs. 2 VwGO.
Der 9. Senat ist nach dem Staatsvertrag zwischen Rheinland-Pfalz und dem Saarland von 1960 als „Flurbereinigungsgericht für Rheinland-Pfalz und das Saarland“ eingerichtet.
Am Gericht sind etwa 25 Richterinnen und Richter beschäftigt, darüber hinaus noch etwa 40 weitere Angestellte. Nach eigenen Angaben bearbeitet das Gericht pro Jahr etwa 1.500 Verfahren.

## Gerichtsgebäude
Das Oberverwaltungsgericht ist im Neuen Justizzentrum in der Deinhardpassage 1 untergebracht.

## Instanzenzug
Das Oberverwaltungsgericht Rheinland-Pfalz ist dem Bundesverwaltungsgericht untergeordnet. 
Nachgeordnete Verwaltungsgerichte:  
- Verwaltungsgericht Koblenz
- Verwaltungsgericht Mainz
- Verwaltungsgericht Neustadt an der Weinstraße
- Verwaltungsgericht Trier

## Leitung
- 1951–1961: Adolf Süsterhenn
- 1. Dezember 1961 bis 1976: Gerhard Meyer-Hentschel
- 1976–1983: Heribert Bickel[5]
- 21. Juli 1983 bis 1995: Jürgen Piwowarsky[6]
- Ab 1. März 1996: Karl-Friedrich Meyer
- Seit 2012: Lars Brocker